# Concatedral de Nuestra Señora de la Asunción (Saint-Pierre)
La Concatedral de Nuestra Señora de la Asunción o simplemente Catedral de Nuestra Señora de la Asunción (en francés: Co-cathédrale Notre Dame de l’Assomption) es la iglesia concatedral de la arquidiócesis de Fort-de-France, se encuentra en Saint-Pierre, en la isla de Martinica una dependencia de Francia en el Mar Caribe.
La primera iglesia fue construida en 1654, fue una capilla privada y se encuentra en el distrito de Mouillage. La torre de la capilla y la campana fueron destruidas en seguida por un bombardeo inglés del puerto de Saint-Pierre, en 1667. En 1675 se propuso la reconstrucción de la iglesia.
La catedral de Notre-Dame-du-Bon-Port fue inaugurado en 1859. Una nueva restauración de la fachada principal se inició en 1861 y la fachada neoclásica dio paso a una fachada barroca. El trabajo concluyó con la construcción de las dos torres de la fachada y el campanario en 1885. Este edificio fue dañado el  8 de mayo de 1902 por la erupción del monte Pelée.
Un nuevo edificio fue construido usando las viejas piedras con la adición de rocas volcánicas y ladrillos. La concatedral fue dedicada a Nuestra Señora de la Asunción y recibió nuevas campanas en 1925.
La catedral fue clasificada en el título de los monumento histórico de Francia  el 16 de marzo de 1995.

## Véase también

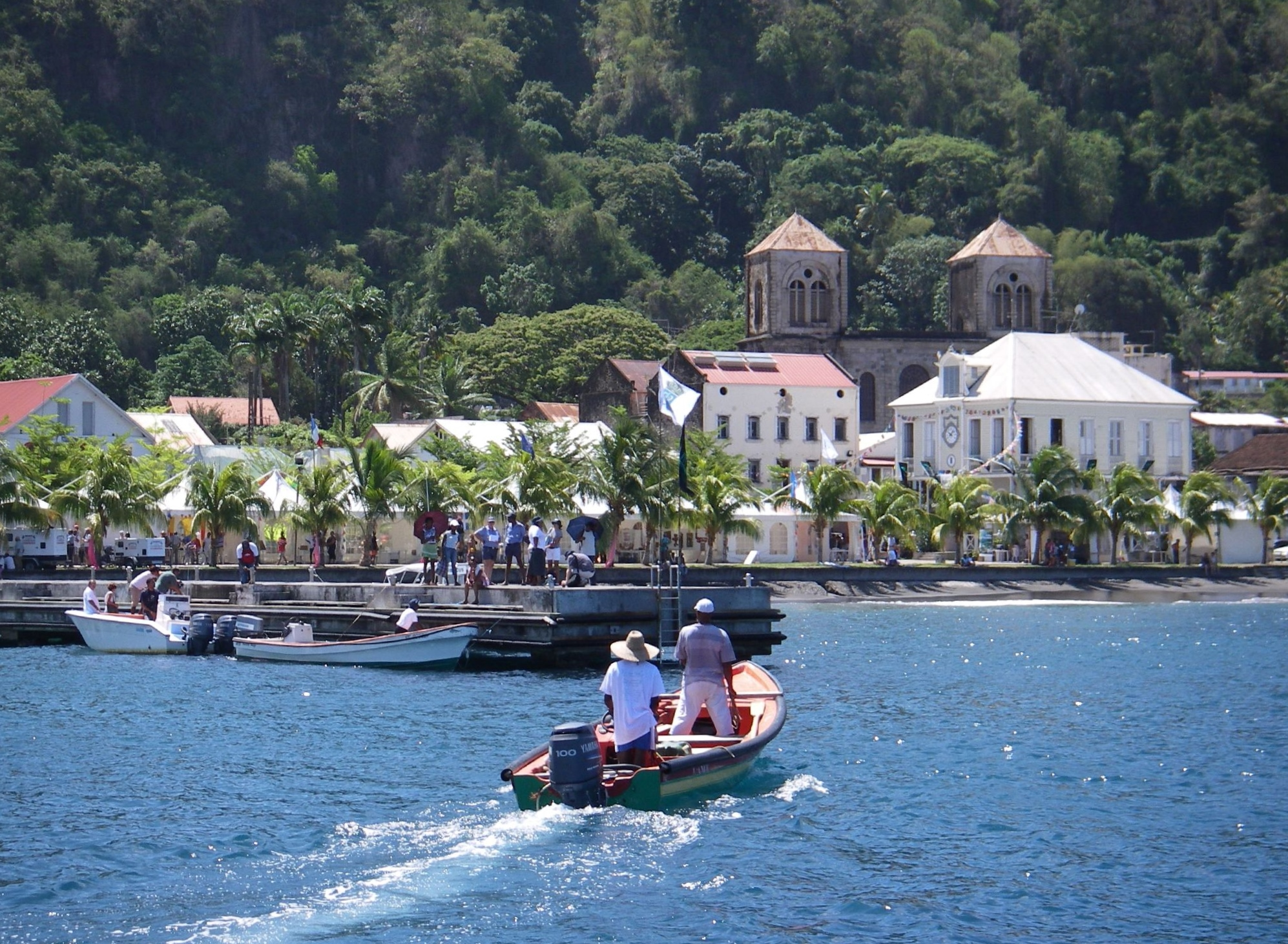
Vista de la catedral desde el Puerto